# والتر سيمون
والتر سيمون (بالألمانية: Walter Simon)‏ هو مصرفي ألماني، ولد في 30 أبريل 1857 في كونيغسبرغ في الإمبراطورية الروسية، وتوفي بنفس المكان في 1 أبريل 1920.